# Praha-Čakovice
Praha-Čakovice egy csehországi vasútállomás, Prágában.

## Megközelítés helyi közlekedéssel
- Busz:  110, 140, 158, 195, 209, 295, 351, 377, 911
- Vonat:   R21   S3   S34   R43

## Vasútvonalak
Az állomást az alábbi vasútvonalak érintik:
- Prága–Turnov-vasútvonal

## Szomszédos állomások
A vasútállomáshoz az alábbi állomások vannak a legközelebb:
- Praha-Kbely
- Hovorčovice